# Ravioli (Film)
Ravioli ist ein österreichischer Film des Regisseurs Peter Payer und des Kabarettisten Alfred Dorfer aus dem Jahr 2003.

## Hintergrund
„Ich spiele mittlerweile gewissermaßen keine Szenen mehr, sondern vielmehr ‚Schnitte‘. Das ist meiner Meinung nach die den Gedanken adäquate Erzählform.“

Nach Angaben Payers wurde Ravioli wegen des niedrigen Budgets von etwa 220.000 € in nur 14 Tagen gedreht. Payer zog Ähnlichkeiten zwischen Ravioli und den Charakteren der Filme von Ken Loach und Mike Leigh sowie der Bilddramaturgie neuerer mexikanischer Filme. Erwähnenswert ist die eigenwillige, aber durchdachte Bildsprache und Farbgebung des Films.
Ravioli erschien als 90. Film in der Edition Der österreichische Film der österreichischen Tageszeitung Der Standard.

## Handlung
Heinz Hoschek, Protagonist und quasi alleiniger Hauptdarsteller des Films, ist am Ende. Nach dem Tod seiner Mutter kehrt er in die leere Wohnung seiner Eltern zurück. Sein spielsüchtiger Vater wohnt in einem Pflegeheim, sein wenig an ihn gebundener Sohn bei seiner Ex-Frau und auch seinen Beruf als Bankfilialleiterstellvertreter hat er verloren. Er ernährt sich fortan hauptsächlich von Dosenbier und aufgewärmten Ravioli aus der Dose.
Unter Einfluss von Alkohol und Valium wird der Grat zwischen Realität, Erinnerung und Einbildung immer schmaler und er begegnet in Gedanken seiner Mutter, dem Tod oder dem „Geist der 70er“. Absurde Vorstellungen vom Jenseits als Nervenklinik, einem alternativen Ende der Geschichte um das Trojanische Pferd und Personifikationen des „Tieres in ihm“ und seinem Gewissen zeigen die tragikomische Welt Hoscheks, welcher er mit Zynismus und – scheinbarer – bitterer Resignation begegnet. Er erinnert sich an Urlaube, Verlobung, seinen Beruf, den 16. Geburtstag und seine Schul- und Studienzeit, auch an sein politisches Engagement in der Sozialistischen Jugend und der Katholischen Kirche. Er beginnt sich mit seiner alten Schulfreundin Karin Weichselbaumer zu treffen, die sich um ihren Vater, der über Hoschek wohnt, kümmert.
Kurz bevor auch sein Vater stirbt, entschließt er sich, eine Saisonarbeit als Bademeister anzunehmen.

## Zitate

Logo des Films

Einen Großteil des Films machen relativ willkürlich in den Film platzierte philosophische Denkansätze Hoscheks aus.
- „Ist Optimismus nur eine Form von Informationsmangel?“
- „Wieso kann Descartes sagen: ‚Ich denke, also bin ich‘ – und mein Nachbar existiert dennoch?“
- „Wenn der Weg das Ziel ist… Ist dann das Ziel weg?“
- „Ist es das Gemeinsame von Mann und Frau, dass man voneinander nichts weiß?“
- „Gibt’s ein Leben nach dem Tod oder einfach nur einen Tod nach dem Leben?“
- „Und wenn die Zeit relativ ist, vielleicht ist dann die Wahrheit subjektiv. Aber wenn die Wahrheit subjektiv wäre – wieso weiß dann jeder, der vor einer Pissoirmuschel steht, dass er nicht am Damenklo ist? Schwer… Vielleicht gibt’s gar keine Wahrheit. Vielleicht gibt’s keine Zeit… Vielleicht gibt’s einfach nur… Nichts.“
- „Vielleicht denkt sich uns nur einer… Es gibt so Kranke… Vielleicht sind wir nur der Traum von jemanden, der am Vorabend ein schlechtes Sushi gegessen hat. Und wenn er aufwachen würde, gibt’s uns alle nicht mehr und er geht speiben.“

## Kritiken
„Alfred Dorfer stellt sich die Frage aller Fragen und zeigt das Schicksal einer gescheiterten Existenz. Manchmal wirkt die Geschichte lustig, ist aber in Wirklichkeit eine tieftraurige Metapher auf das Leben. […] Der Film ist kein Kabarett und wahrscheinlich auch kein Werk für das Massenpublikum, das bereits mit Poppitz bestens versorgt wurden [sic]. Wer bei Poppitz das Gefühl der Oberflächlichkeit hatte, wird Ravioli zu schätzen wissen!“

Reinhard Bradatsch von allesfilm.com kritisierte am Film, dass er gegen Ende hin „eine gewisse Lustlosigkeit“ entwickle. Außerdem wird das Drehbuch insofern kritisiert, dass „immer wieder philosophische Trägheiten zwischen tragikomischen Stehsätzen hineinschlittern, die haltlos in Lethargie münden.“. Er kommt zum Schluss: „Letztlich sind es jene sich zur völligen Paralyse steigernde Szenen geistiger Umnachtung, die das nicht voll ausgeschöpfte Potential verdeutlichen.“

## Auszeichnungen
Beim Max Ophüls Filmfestival 2003 gewann Regisseur Peter Payer für den Film den Preis der Schülerjury.